# Пітт (острів)
Пітт (англ. Pitt Island) — острів поблизу узбережжя Британської Колумбії, п'ятий за розміром острів Канади у Тихому океані.
Площа острова становить 1375 км². Довжина берегової лінії — 465 км. Довжина острова 90 км, ширина змінюється від 8 до 23 км. Найвища точка — 962 м над рівнем моря.
Відділений зі сходу від материка протокою Гренвілл (англ. Grenville Channel), на захід від нього через протоку Прінсипі розташований острів Банкс, котрий відділяє острів Пітт від протоки Гекати. Найближчі острови: з півночі — Порчер, з північного сходу — Маку-Колі, з південного сходу — Джіл, з півдня — Кампаніа. На острові розташовано багато озер, найбільші з яких — Ред Блафф, Сілвія, Віндхем. Острів Пітт вкритий густими хвойними лісами.
На крайньому південному сході острова знаходиться провінційний парк Юніон Пасседж Марін (англ. Union Passege Marine) площею 1373 гектари. Єдине селище Чіно Хет (англ. Chino Hat) розташоване на західному березі. Основні види господарської діяльності — видобуток корисних копалин (магнезит та залізо) і лісозаготівля.